# Hrabstwo Chicot

Piramida wieku hrabstwa

Hrabstwo Chicot (ang. Chicot County) – hrabstwo w stanie Arkansas w Stanach Zjednoczonych.
Obszar całkowity hrabstwa obejmuje powierzchnię 690,88 mil2 (1789 km²). Według danych z 2010 r. hrabstwo miało 11 800 mieszkańców. Hrabstwo powstało 25 października 1823.

## Główne drogi
- U.S. Highway 65
- U.S. Highway 82
- U.S. Highway 165
- U.S. Highway 278
- Highway 8
- Highway 35
- Highway 159

## Sąsiednie hrabstwa
- Hrabstwo Desha (północ)
- Hrabstwo Washington (wschód)
- Hrabstwo Issaquena (południowy wschód)
- Parafia East Carroll (południe)
- Parafia West Carroll (południowy zachód)
- Hrabstwo Ashley (zachód)
- Hrabstwo Drew (północny zachód)

## Miasta i miejscowości
| - Dermott - Eudora - Lake Village |